# Wilford Brimley
Anthony Wilford Brimley (27. července 1934, Salt Lake City, Utah, USA – 1. srpna 2020 St. George, Utah, USA) byl americký komik, herec, a zpěvák. Hrál např. ve filmech Čínský syndrom (1979), Věc (1982), Zámotek (1985) a Firma (1993). Opakovaně se objevil v televizním seriálu The Waltons ze 70. let. Také pracoval na televizních reklamách, např. pro potravinářskou společnost Quaker Oats Company a pro Liberty Medical, která mj. prodává domácí testery na cukrovku, již má i Brimley. Jeho výslovnost slova „diabetes“ v těchto reklamách se stala internetovým memem.